# 本多重富
本多 重富（ほんだ しげとみ、永正16年（1519年） - 慶長17年4月6日（1612年5月6日））は、戦国時代から江戸時代初期の武将。通称孫左衛門。幼名於沙彌。

## 略歴
本多重正の嫡男。松平信康に仕え、自刃事件の後に弟の本多重次の元で閉居した。後に息子の本多富正と共に越前国府中に住んだ 。
慶長17年（1612年）4月6日死去。享年94 。